# Apeira marmorataria
Apeira marmorataria là một loài bướm đêm trong họ Geometridae.